# Osmaniye, Alpu
Osmaniye là một thị trấn thuộc huyện Alpu, tỉnh Eskişehir, Thổ Nhĩ Kỳ. Dân số thời điểm năm 2011 là 1.119 người.